# Lady Godiva (Thomas)
Lady Godiva è una statua di marmo e gesso realizzata dallo scultore inglese John Thomas nel 1861 e oggi esposta al museo di Maidstone, nel Kent.

## Storia

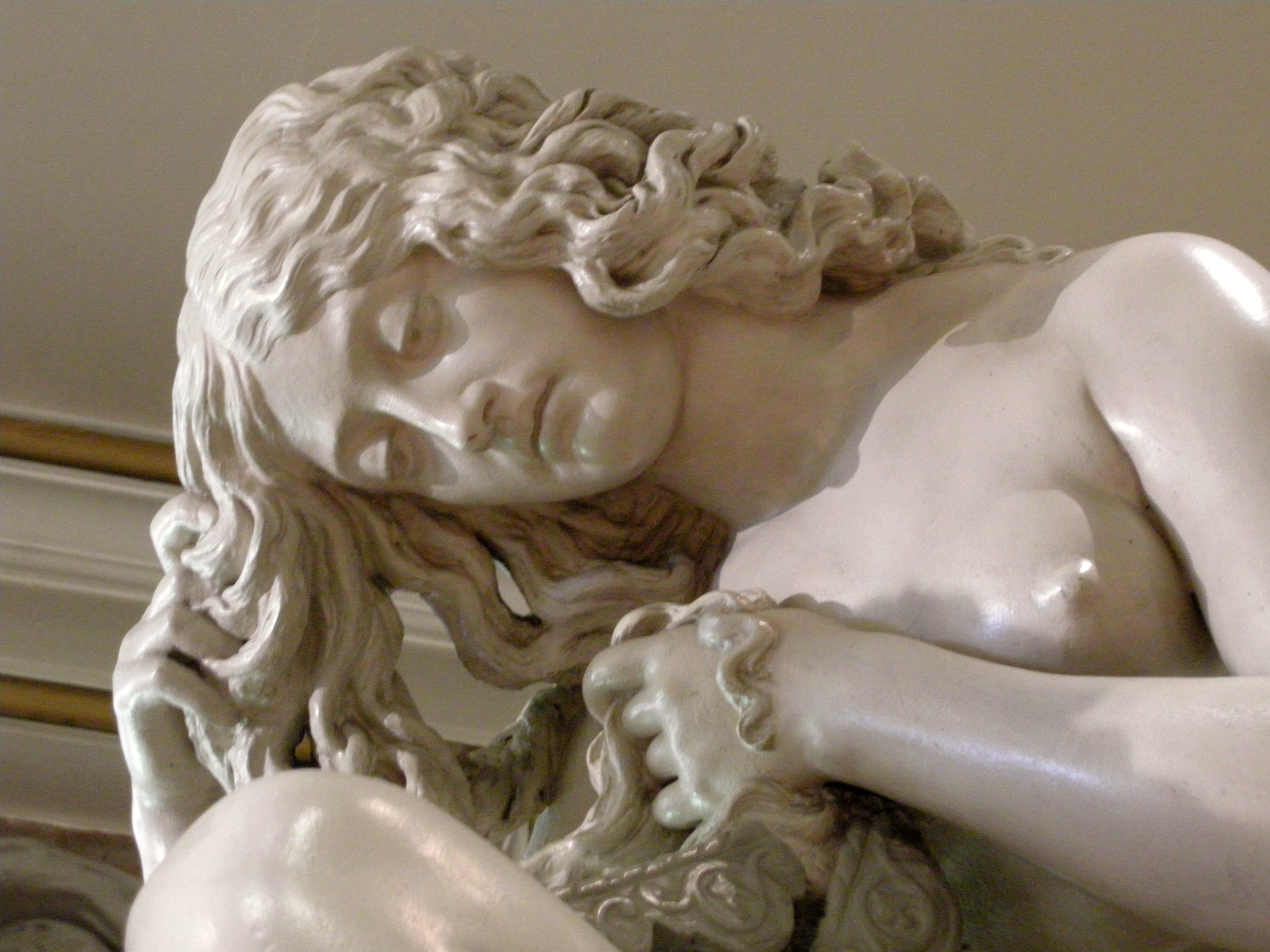
Dettaglio di Godiva.

Il soggetto dell'opera è Lady Godiva, la protagonista di una leggenda inglese medioevale: ella cavalcò nuda tra le strade della sua città, Coventry, affinché suo marito Leofrico abbassasse il livello delle tasse, che stavano opprimendo la popolazione.
Questo tema artistico era ritornato in auge nel XIX secolo grazie al poema Godiva di Alfred Tennyson. Dopo la sua realizzazione, l'opera venne esposta all'accademia reale inglese nel 1861. Nel 1862, la scultura di Thomas venne donata da sua moglie e da allora è una delle opere più emblematiche del museo di Maidstone.
Una versione in miniatura venne realizzata nel 1867 dall'azienda di ceramica Minton e oggi è conservata nella galleria d'arte e museo Herbert di Coventry.

## Descrizione

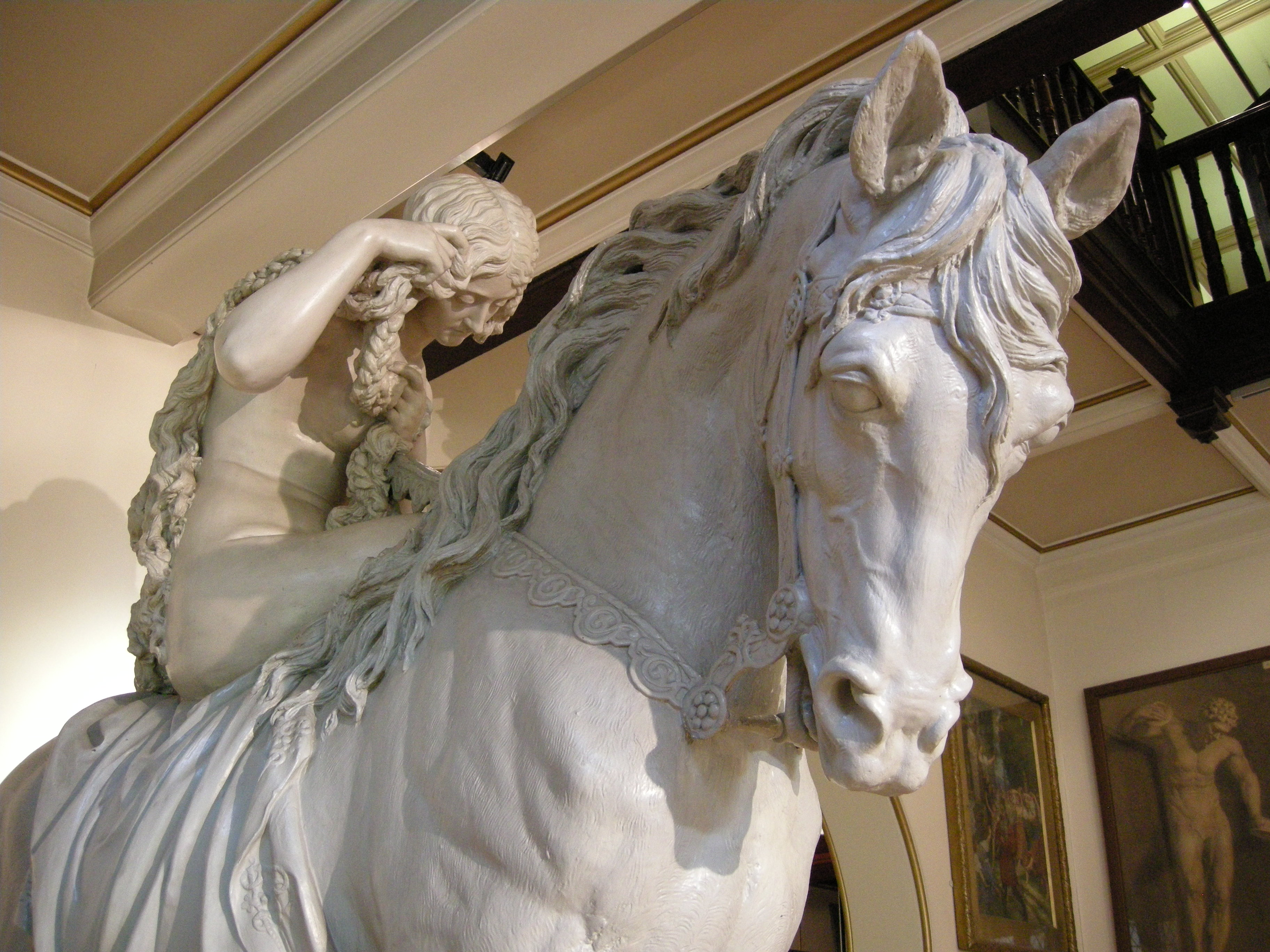
Dettaglio del cavallo.

La scultura a grandezza naturale si trova sopra un gran piedistallo. Ricurva nelle spalle e dal viso inclinato, come a nascondersi dallo spettatore, Lady Godiva si presenta come una donna giovane e nuda che cavalca un cavallo dai lineamenti idealizzati. Ella prova a coprirsi con i capelli lunghi e guarda in basso per la timidezza e per la vergogna. Lo sconforto di Godiva richiama allo spettatore il fatto che lei provò imbarazzo per la sua condizione: a differenza degli eroi e delle eroine della scultura classica, ella si vergogna della propria nudità, seppur eroica dato il gesto da lei compiuto per il suo popolo.
Il suo destriero ha la testa protesa, la bocca aperta tra le redini decorate e le vene marcate in alcune zone specifiche, come le gambe e il muso, a suggerire la tensione e il movimento. Inoltre, uno degli zoccoli è sollevato.